# Tia Texada
Tia Texada, geborene Tia Nicole Tucker (* 14. Dezember 1971 in Louisiana) ist eine US-amerikanische Schauspielerin und Sängerin.

## Leben und Karriere
Tia Texada wurde 1971 im US-Bundesstaat Louisiana als Tia Nicole Tucker geboren. Sie ist die Tochter eines Versicherungsagenten und einer Physiotherapeutin. Schon in ihrer Jugendzeit widmete sie sich der Schauspielerei. 
Texada wirkte seit ihrem Filmdebüt 1993 in zahlreichen amerikanischen Fernsehserien wie Emergency Room – Die Notaufnahme und CSI: Miami mit. From Dusk Till Dawn und Nurse Betty – Gefährliche Träume sind die im deutschsprachigen Raum bekanntesten Spielfilme, in denen sie mitspielte. In der Fernsehserie Third Watch – Einsatz am Limit hatte sie ab 2002 von der vierten bis sechsen Staffel als Sergeant Maritza Cruz eine der Hauptrollen inne. Im Jahr 2010 war Texada in mehreren Folgen der ABC-Fernsehserie Huge zu sehen.
Texada tritt auch als Sängerin in Erscheinung. Einige ihrer Lieder waren in der Fernsehserie Dawson’s Creek zu hören. 1998 nahm sie an der Lilit Fair Tour teil. 

## Filmografie (Auswahl)
- 1993: Coming in Out of the Rain
- 1995: Land’s End – Ein heißes Team für Mexiko (Land’s End, Fernsehserie, Folge 1x07)
- 1996: From Dusk Till Dawn
- 1996: Malibu Beach (Fernsehserie, 10 Folgen)
- 1998: Paulie – Ein Plappermaul macht seinen Weg (Paulie)
- 1999: Nurse Betty – Gefährliche Träume (Nurse Betty)
- 2001: Glitter – Glanz eines Stars (Glitter)
- 2002–2005: Third Watch – Einsatz am Limit (Third Watch, Fernsehserie, 49 Folgen)
- 2002: Nicht auflegen! (Phone Booth)
- 2004: Spartan
- 2006–2007: The Unit – Eine Frage der Ehre (The Unit, Fernsehserie, 2 Folgen)
- 2008: Criminal Minds (Fernsehserie, Folge 3x17)
- 2008: Alle hassen Chris (Everybody Hates Chris, Fernsehserie, Folge 4x04)
- 2010: Huge (Fernsehserie, 6 Folgen)
- 2010: Chuck (Fernsehserie, Folge 4x04)
- 2011: In Plain Sight – In der Schusslinie (In Plain Sight, Fernsehserie, Folge 4x06)
- 2011: Ben 10: Ultimate Alien (Fernsehserie, 2 Folgen, Stimme)
- 2012: The Amazing Spiderman
- 2017: Stitchers (Fernsehserie, Folge 3x03)